# Eszbal
Eszbal (hebr. אשבל; ang. Eshbal) – kibuc położony w Samorządzie Regionu Misgaw, w Dystrykcie Północnym, w Izraelu. Członek Ruchu Kibuców (Ha-Tenu’a ha-Kibbucit).

## Położenie
Kibuc Eszbal jest położony na wysokości 272 metrów n.p.m. w północnej części Dolnej Galilei. Leży u podnóża wzgórza Giwat Karad (384 m n.p.m.) na północnym skraju Doliny Sachnin. Na północny wschód od kibucu teren mocno opada do wadi strumienia Hilazon. W otoczeniu kibucu Eszbal znajdują się miasto Sachnin, miejscowość Dejr Channa, kibuc Lotem, wsie komunalne Juwalim, Szoraszim, Eszchar i Ma’ale Cewijja, oraz wioski arabskie Arab al-Na’im i Chusnija.

### Podział administracyjny
Eszbal jest położony w Samorządzie Regionu Misgaw, w Poddystrykcie Akka, w Dystrykcie Północnym Izraela.

## Demografia
Stałymi mieszkańcami kibucu są wyłącznie Żydzi. Tutejsza populacja jest świecka:

Źródło danych: Central Bureau of Statistics.

## Historia

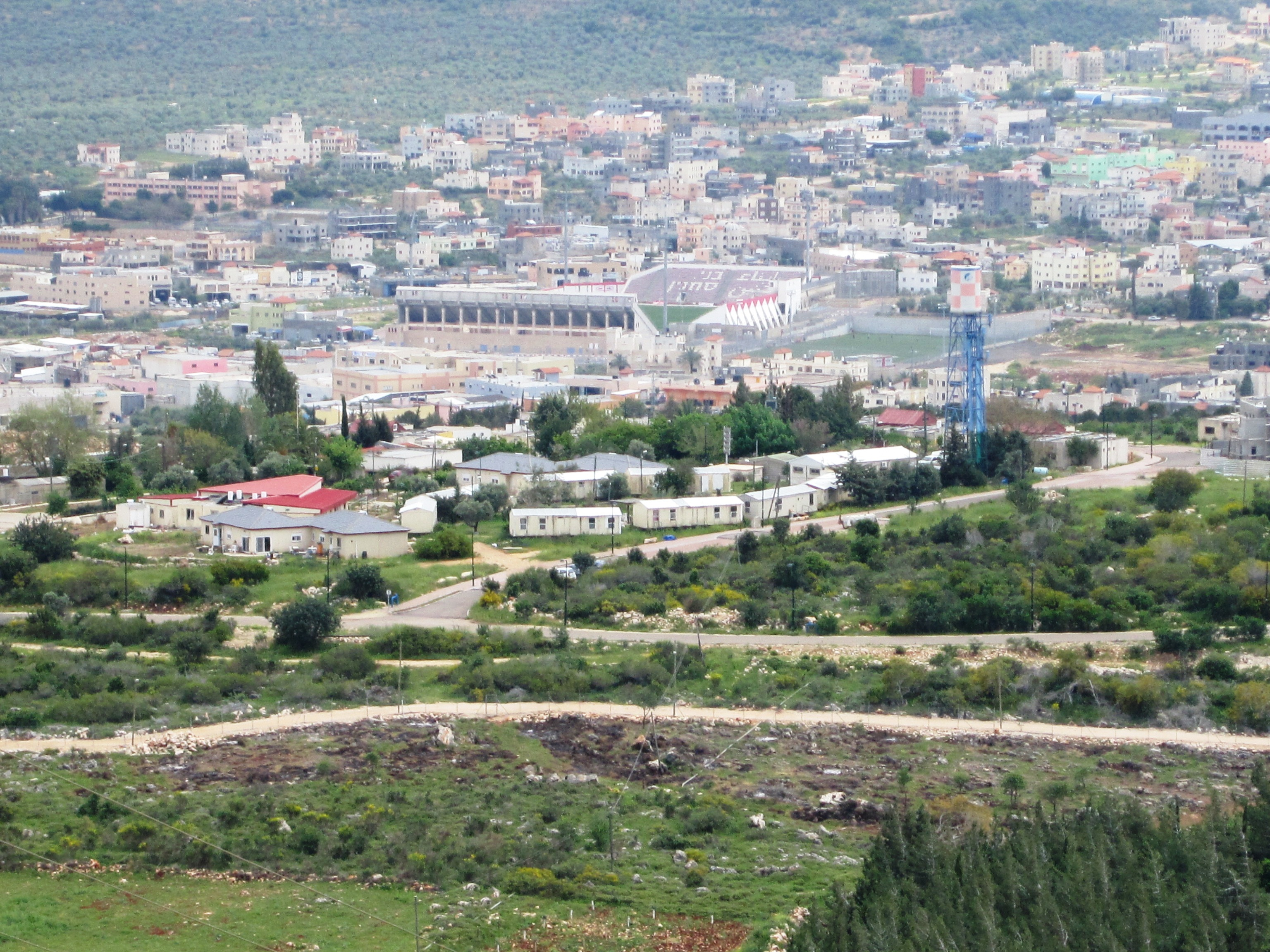
Widok na kibuc Eszbal. W tle widoczne miasto Sachnin i Stadion Doha

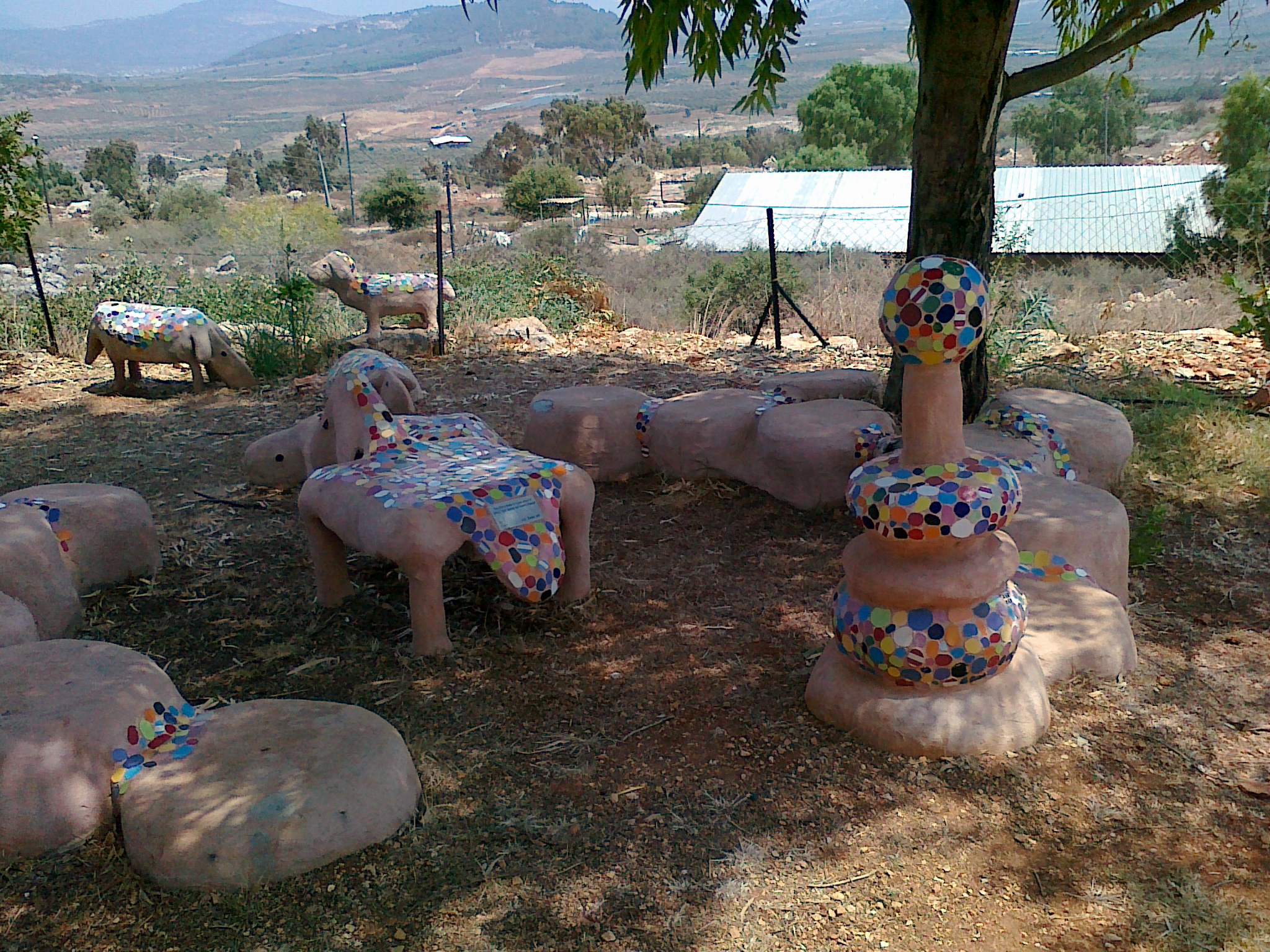
Ekologiczny park w kibucu Eszbal

Kibuc został założony w 1979 roku w ramach rządowego projektu Perspektywy Galilei, którego celem było wzmocnienie pozycji demograficznej społeczności żydowskiej na północy kraju. Pierwotnie była to paramilitarna placówka będąca częścią programu Nachal, w którym mieszkańcy osiedli łączyli pracę rolniczą ze służbą wojskową. W 1997 roku osada została przekształcona w cywilny kibuc, który koncentrował się na działalności edukacyjnej skierowanej głównie do młodych wyobcowanych społecznie żydowskich imigrantów. Po wybuchu intifady Al-Aksa, w październiku 2000 roku w kibucu utworzono specjalny instytut edukacji religijnej i etnicznej tolerancji Merkaz Kijum Meszutaf (hebr. מרכז קיום משותף).

### Nazwa
Nazwa kibucu jest hebrajską nazwą powszechnej w tej okolicy rośliny - czyśćca (Stachys L.).

## Edukacja
Kibuc utrzymuje przedszkole. Starsze dzieci są dowożone do szkoły podstawowej we wsi Gilon. Na zachód od kibucu wybudowano centrum edukacyjne Merkaz Kijum Meszutaf, które realizuje różne projekty edukacyjne i kulturalne dla młodzieży żydowskiej, arabskiej i beduińskiej. Codziennie w zajęciach uczestniczy około 4 tys. młodych ludzi. Są tutaj organizowane seminaria, wykłady, warsztaty, zajęcia nauki muzyki i tańca, sportowe i filmowe. Jest basen pływacki, sala sportowa z siłownią i boiska sportowe. Celem działalności ośrodka jest pokojowe współistnienie różnych grup etnicznych i religijnych w społeczeństwie izraelskim. W tym celu kształceni są młodzi ludzie, którzy mają później zająć miejsce lokalnych liderów w swoich społecznościach, rozszerzając te idee wokół siebie. Przy ośrodku działa internat, w którym mieszkają głównie żydowscy imigranci z Etiopii (felaszowie), mający trudności z asymilacją w izraelskim społeczeństwie. Jest tu także Szkoła Żydowsko-Arabska Galil.

## Gospodarka
Gospodarka kibucu opiera się na edukacji. Część mieszkańców dojeżdża do pracy w pobliskich strefach przemysłowych.

## Transport
Z kibucu wyjeżdża się lokalną drogą prowadzącą w kierunku północno-zachodnim, a następnie zachodnim. Po minięciu wiosek komunalnych Eszchar i Juwalim dojeżdża się do skrzyżowania z drogą nr 784, którą jadąc na południe dojeżdża się do skrzyżowania z drogą nr 805 między miastem Sachnin a wsią Segew, lub jadąc na północ dojeżdża się do wsi Szoraszim i dalej do miasta Karmiel.